# Claude Ruiz-Picasso
Claude Ruiz-Picasso (Boulogne-Billancourt, França; 15 de maig de 1947 - Suïssa, 24 d'agost de 2023) va ser un fotògraf, cineasta i dissenyador gràfic francès, fill de Pablo Picasso i administrador del seu llegat.

## Biografia
Va ser el primogènit del pintor Pablo Picasso i la pintora i escriptora francesa Françoise Gilot, com també germà de la dissenyadora de moda Paloma Picasso. Fotògraf, cineasta i dissenyador gràfic, gestionava també els drets d'autor de l'obra del seu pare. El seu treball li va merèixer el nomenament el 2011 com a cavaller de l'Ordre Nacional de la Legió d'Honor.